# Три дні (фільм, 1991)
«Три дня» (лит. «Trys dienos») — радянський литовський кінофільм 1991 року. Повнометражний дебют кінорежисера Шарунаса Бартаса.

## Сюжет
Картина передбачає події, що трапилися після серпневого путчу в 1991 році. Прийнято позначати цей фільм як антіісторію чотирьох молодих людей в якомусь мертвому місті K. Зовні місто і справді мертве: об'єкти зйомок у Бартаса майже завжди одні й ті ж: занедбані сараї, дешеві готелі, порожні причали, провінційні кабаки з грандіозними російськими пиятиками під хіти 1990-х і темні кути: місця проживання темної енергії (не в фольклорно-побутовому, а в філософсько-космологічному сенсі), місця, де світла немає. У фільмі мізерно мало діалогів, Голубєва каже стиха, ніби про себе (стилістика цього фільму визначить її гру в наступних фільмах раз і назавжди), герої картини ніби в постійному очікуванні якоїсь Події, яка так і не станеться. Орієнтири героям доведеться шукати самим, і не завжди успішно.

## У ролях
- Катерина Голубєва — головна роль
- Арунас Сакалаускас — головна роль
- Римма Латипова — головна роль
- Аудрюс Стоніс — головна роль
- Галина Даугуветіте — портьє в готелі
- Віргініюс Борткявічюс — епізод
- Альгіс Мечінскас — епізод
- Ольга Лазарева — епізод
- Ервінас Пуйдокас — епізод
- В'ячеслав Амірханян — епізод
- Бронюс Кіндуріс — епізод

## Знімальна група
- Режисер — Шарунас Бартас
- Сценарист — Шарунас Бартас
- Оператор — Владас Науджюс
- Композитор — Шарунас Бартас
- Художник — Юрій Григорович
- Продюсер — Аудрюс Купрявічюс